# خشن‌ترین سال
خشن‌ترین سال یا یکی از خشن‌ترین سال‌ها (انگلیسی: A Most Violent Year) یک فیلم جنایی درام دربارهٔ زندگی یک خانواده مهاجر در آمریکا به کارگردانی، نویسندگی و تهیه‌کنندگی جی. سی. چاندور است که در سال ۲۰۱۴ منتشر شد. در این فیلم، اسکار ایزاک، جسیکا چستین، دیوید اویهلوو، الیس گابل و البرت بروکس بازی می‌کنند.

## خلاصه فیلم
در سال ۱۹۸۱ و در شهر نیویورک که به عنوان خشن‌ترین سال تاریخ این شهر شناخته می‌شود، ابل مورالس رئیس یک شرکت نفتی است که در پی گسترش کسب و کارش است اما با مشکلاتی دست به گریبان می‌شود. زندان و ورشکستگی کمپانی او را در معرض نابودی قرار داده‌است. موالس (شخصیت اصلی فیلم) مردی است که می‌خواهد بدون خشونت راه خودش را برود.

## افتخارات
خشن‌ترین سال توسط بسیاری از منتقدان مورد تشویق قرار گرفته و در فهرست تاپ تن بسیاری از آنها قرار گرفته‌است. از جمله کریستوفر اور (به انگلیسی: Christopher Orr) در نشریه آتلانتیک، این فیلم را به عنوان فیلم برگزیده نخست انتخاب کرد.
برایان تالریکو (به انگلیسی: Brian Tallerico) در سایت راجر برت (به انگلیسی: RogerEbert.com)، آن را دومین فیلم برگزیده سال انتخاب کرد.
مایک لاسل (به انگلیسی: Mick LaSalle) در نشریه San Francisco Chronicle، رتبه سوم را به این فیلم اختصاص داد.